# Bahama-szigeteki hutia
A bahama-szigeteki hutia (Geocapromys ingrahami) az emlősök (Mammalia) osztályának rágcsálók (Rodentia) rendjébe, ezen belül a hutiák (Capromyidae) családjába tartozó faj.

## Előfordulása
A bahama-szigeteki hutia a Bahama-szigetek egyik endemikus állata.

## Alfajai
- Geocapromys ingrahami abaconis
- Geocapromys ingrahami irrectus

## Megjelenése
Testhossza 60 centiméter, testtömege 5 kilogramm, a farka rövid. A bahama-szigeteki hutia patkányszerű megjelenésű.

## Életmódja
A bahama-szigeteki hutia többnyire növényevő, de a rovarokat és a gyíkokat sem veti meg. Jó famászó. A földön fogyaszt növényi táplálékot. Nem agresszív állatok, de "birkózni" szoktak egymással. A kutyákkal ellentétben a bahama-szigeteki hutia nem jelöli ki a területét. Éjszaka aktív.

## Szaporodása
A nőstény 17-18 hétig tartó vemhesség után 1-4 kölyköt fial. A kölykök 80 grammosak.

## Természetvédelmi állapota
Az IUCN vörös listája a sebezhető kategóriába sorolja a bahama-szigeteki hutiát.